# Spettroscopia nel vicino infrarosso risolta nel tempo

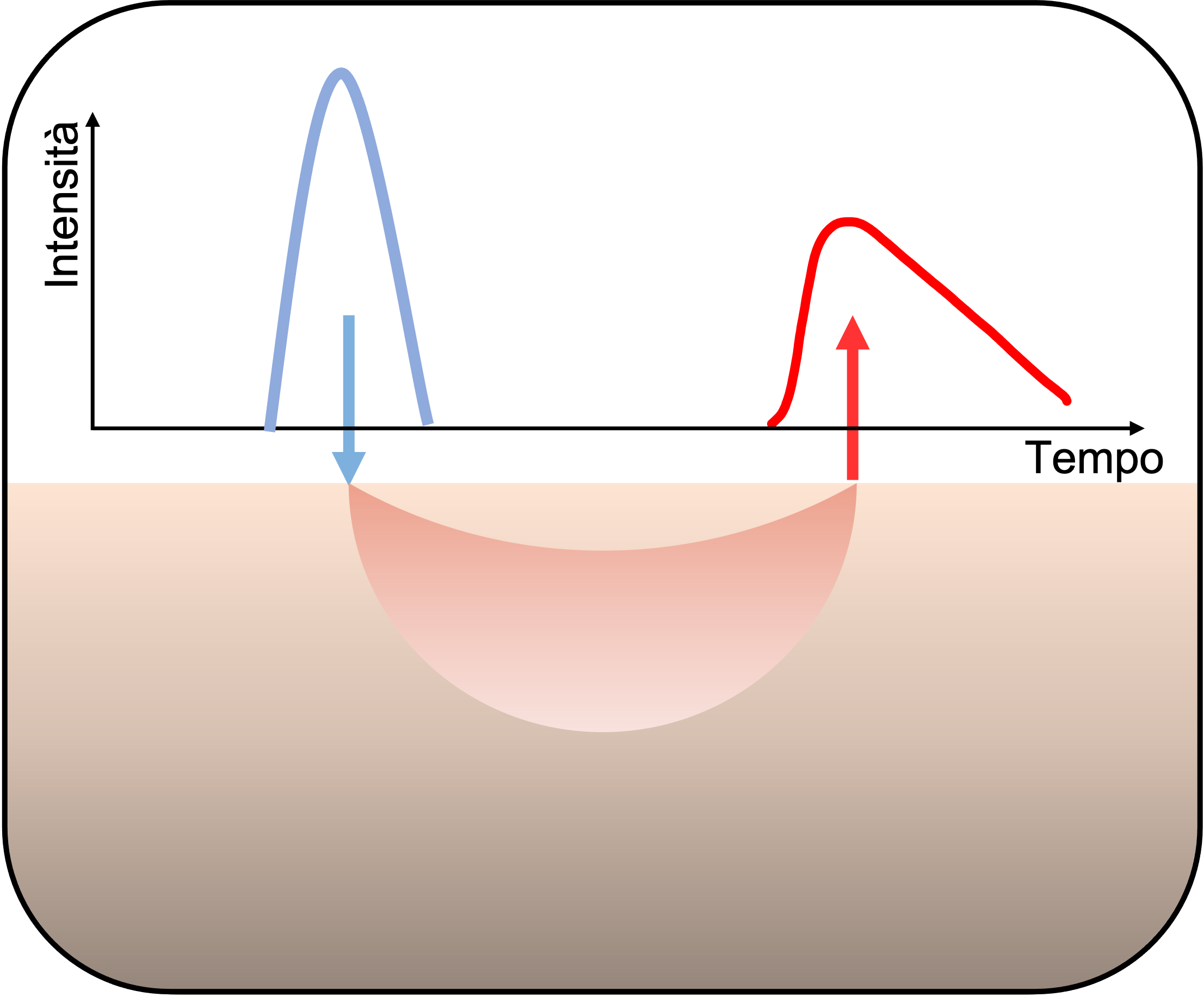
Principio di funzionamento della spettroscopia nel vicino infrarosso risolta nel tempo: un breve impulso luminoso iniettato in un mezzo diffondente viene recuperato all'uscita dopo essere stato attenuato, allargato temporalmente e ritardato

La spettroscopia nel vicino infrarosso risolta nel tempo (in inglese: time-domain near infrared spectroscopy, abbreviato TD-NIRS) è una tecnica ottica non distruttiva che consiste nella quantificazione dell'attenuazione, del ritardo e dell'allargamento temporale di brevi (< 100 ps) impulsi di luce laser nel vicino infrarosso (NIR) a seguito della propagazione in un mezzo materiale fortemente diffondente, con lo scopo di caratterizzare otticamente il mezzo nei termini di coefficiente di assorbimento {\displaystyle \mu _{a}} e coefficiente di scattering ridotto Errore del parser (SVG (MathML può essere abilitato tramite plug-in del browser): risposta non valida ("Math extension cannot connect to Restbase.") dal server "http://localhost:6011/it.wikipedia.org/v1/":): {\displaystyle \mu_s'}
.
A partire dalla conoscenza dei parametri ottici del campione in esame, è possibile trarre conclusioni sulla sua struttura interna e risalire alla concentrazione di determinate sostanze in esso contenute. Queste informazioni possono essere sfruttate in modo differente, a seconda del contesto applicativo della tecnica: ad esempio, in ambito clinico, note le concentrazioni di emoglobina ossigenata e deossigenata, è possibile risalire alla saturazione di un dato tessuto.

## Fenomenologia
Numerosi mezzi materiali quali tessuti biologici, frutta e verdura, compresse farmaceutiche e legno interagiscono in modo similare con la radiazione luminosa nello spettro visibile e nel vicino infrarosso. Nella fattispecie, possono essere considerati mezzi torbidi, cioè in grado di assorbire e diffondere la luce che li attraversa: tali proprietà vengono riassunte da parametri ottici dipendenti dalla lunghezza d'onda della luce, rispettivamente il coefficiente di assorbimento {\displaystyle \mu _{a}} e il coefficiente di scattering {\displaystyle \mu _{s}}.
L'assorbimento è dovuto a determinati cromofori contenuti all'interno del materiale, caratterizzati da uno spettro di assorbimento determinato dalla struttura elettronica a bande della molecola: per particolari intervalli di lunghezza d'onda, una transizione elettronica dallo stato fondamentale allo stato eccitato può essere promossa mediante l'assorbimento di un fotone. Nell'ambito delle applicazioni notevoli della tecnica (si veda sotto), ne sono esempi l'emoglobina contenuta nel sangue, la clorofilla e i carotenoidi racchiusi in frutta e verdura, o l'acqua.
La diffusione può essere giustificata a partire dalla struttura interna eterogenea e complessa del materiale, caratterizzata da innumerevoli discontinuità dell'indice di rifrazione e particelle diffondenti di dimensioni eventualmente non uniformi, che determinano numerose deviazioni della traiettoria di ciascun fotone, tanto da renderla descrivibile nei termini di un processo di random walk.
Mettendo a confronto il segnale luminoso iniettato all'interno del materiale con l'impulso rilevato all'uscita, si evidenzia come quest'ultimo sia sottoposto a un ritardo temporale, ad un'attenuazione e ad un allargamento del profilo. Il ritardo è dovuto alla distanza che sussiste tra il punto d'iniezione e il punto di raccolta della luce sul mezzo materiale; l'attenuazione è il risultato combinato di assorbimento e diffusione: la porzione di luce che non raggiunge il punto di raccolta può essere assorbita oppure diffusa in un'altra direzione; l'allargamento è dovuto al fatto che ciascun fotone rilevato all'uscita è coinvolto in un numero differente di eventi di scattering e trascorre un tempo differente all'interno del mezzo: gli ultimi fotoni ad essere rivelati sono quelli che si sono propagati per più tempo nel materiale e ne hanno esplorato le regione più profonde.

## Modelli analitici

### Equazione del trasporto radiativo

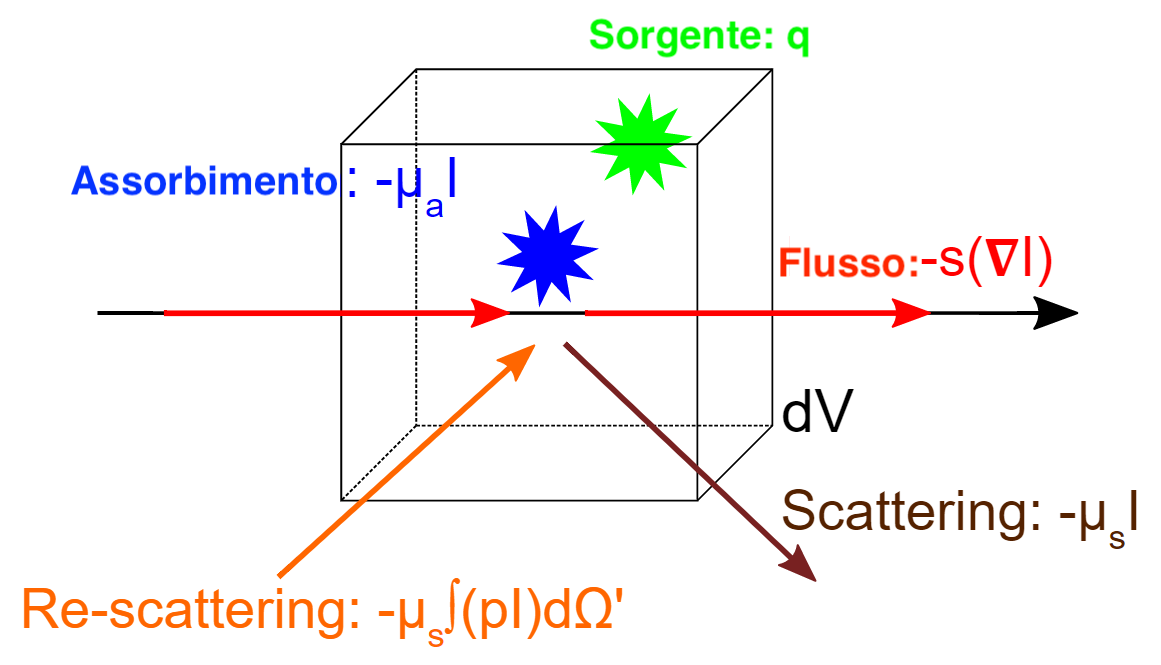
Rappresentazione grafica del bilancio energetico espresso dall'equazione del trasporto radiativo

Un possibile approccio che consente di descrivere la propagazione della luce all'interno di un mezzo diffondente e assorbente, molto più immediato di una trattazione rigorosa a partire dalle equazioni di Maxwell, è di tipo euristico e prende il nome di equazione del trasporto radiativo (RTE). A partire da considerazioni di natura energetica, viene prodotta un'equazione di bilancio, nella forma dell'equazione di Boltzmann, che lega la variazione temporale della densità di energia all'interno di un volume di controllo infinitesimo ai differenti contributi che la determinano:{\displaystyle {\frac {\partial }{v\partial t}}I(\mathbf {r} ,\mathbf {s} ,t)=-\nabla \cdot [\mathbf {s} I(\mathbf {r} ,\mathbf {s} ,t)]-\mu _{t}I(\mathbf {r} ,\mathbf {s} ,t)+\mu _{s}\int _{4\pi }p(\mathbf {s} ,\mathbf {s'} )I(\mathbf {r} ,\mathbf {s'} ,t)\,d\Omega '+q(\mathbf {r} ,\mathbf {s} ,t)}
In particolare, definita {\displaystyle v} la velocità della luce all'interno del mezzo materiale, {\displaystyle \mu _{t}=\mu _{a}+\mu _{s}} il coefficiente di estinzione e {\displaystyle I(\mathbf {r} ,\mathbf {s} ,t)} la radianza in posizione {\displaystyle \mathbf {r} }, direzione {\displaystyle \mathbf {s} }, al tempo {\displaystyle t}, il membro sinistro dell'equazione si giustifica come segue:
- {\displaystyle -\nabla \cdot [\mathbf {s} I(\mathbf {r} ,\mathbf {s} ,t)]} rappresenta il flusso netto di energia uscente dal volume di controllo lungo {\displaystyle \mathbf {s} };
- {\displaystyle -\mu _{t}I(\mathbf {r} ,\mathbf {s} ,t)} è la frazione di potenza dissipata per effetto combinato di assorbimento e diffusione in direzioni diverse da {\displaystyle \mathbf {s} };
- {\displaystyle \mu _{s}\int _{4\pi }p(\mathbf {s} ,\mathbf {s'} )I(\mathbf {r} ,\mathbf {s'} ,t)\,d\Omega '} descrive un flusso di energia entrante nel volume di controllo, risultato dei fotoni viaggianti in tutte le possibili direzioni {\displaystyle \mathbf {s'} } e diffusi in direzione {\displaystyle \mathbf {s} }, con una distribuzione di probabilità descritta dalla funzione di fase {\displaystyle p(\mathbf {s} ,\mathbf {s'} )};
- {\displaystyle q(\mathbf {r} ,\mathbf {s} ,t)} è un termine sorgente che tiene conto di un'eventuale generazione di energia lungo {\displaystyle \mathbf {s} } all'interno del volume di controllo.

Sebbene in grado di rappresentare accuratamente il problema del trasporto di fotoni in un mezzo diffondente, la RTE è risolvibile unicamente per via numerica. Pertanto, per finalità pratiche, è preferibile adottarne una forma approssimata che prende il nome di equazione della diffusione (DE), la quale dispone di soluzioni analitiche sufficientemente semplici per determinate condizioni al bordo.

### Equazione della diffusione

#### Assunzioni
Per poter effettuare l'approssimazione dall'equazione del trasporto radiativo all'equazione della diffusione, sono necessarie alcune assunzioni non particolarmente onerose nei termini di fedeltà del modello alla controparte reale, specialmente per tessuti biologici e altri campioni con i quali si lavora sperimentalmente.
In particolare, si richiede che:
1. la radianza sia pressoché isotropa: ciò permette di svilupparla in una serie di armoniche sferiche troncata al primo ordine (approssimazione {\displaystyle P_{1}}), ovvero come somma di un contributo isotropo, la fluenza {\displaystyle \Phi (\mathbf {r} ,t)}, e di un contributo anisotropo lineare, il flusso {\displaystyle \mathbf {J} (\mathbf {r} ,t)}: {\displaystyle I(\mathbf {r} ,\mathbf {s} ,t)\approx {\frac {1}{4\pi }}\Phi (\mathbf {r} ,t)+{\frac {3}{4\pi }}\mathbf {J} (\mathbf {r} ,t)\cdot \mathbf {s} }
2. la variazione temporale del flusso in un intervallo di tempo sia trascurabile rispetto al flusso stesso: {\displaystyle {\frac {1}{v\mu _{s}'}}\left|{\partial  \over \partial t}\mathbf {J} (\mathbf {r} ,t)\right|\ll \left|\mathbf {J} (\mathbf {r} ,t)\right|}dove {\displaystyle \mu _{s}'=\mu _{s}(1-g)} è il coefficiente di scattering ridotto, con {\displaystyle g} fattore di anisotropia, definito come il valor medio pesato sulla funzione di fase del coseno dell'angolo tra la vecchia e la nuova direzione di propagazione dei fotoni a seguito di un evento di diffusione.

In termini pratici, è possibile mostrare che le assunzioni 1. e 2. risultano soddisfatte per mezzi in cui la diffusione è predominante sull'assorbimento ({\displaystyle \mu _{a}/\mu _{s}'<0.1}): in effetti, la randomizzazione delle traiettorie dei fotoni determinata da innumerevoli eventi di scattering favorisce l'isotropizzazione della radianza. Per contro, alti valori del coefficiente di assorbimento limitano fortemente l'esistenza di fotoni caratterizzati da elevate lunghezze di cammino all'interno del mezzo, favorendo fotoni con lunghezze di cammino brevi, le cui traiettorie non sono ancora completamente randomizzate dal momento che sono stati sottoposti a un numero insufficiente di eventi di scattering.

#### Formulazione
A valle delle assunzioni precedenti, l'equazione di diffusione per un mezzo materiale caratterizzato da coefficienti di assorbimento e scattering spazialmente uniformi, nel quale compare un termine sorgente isotropo, risulta essere:
{\displaystyle {\frac {\partial }{v\partial t}}\Phi (\mathbf {r} ,t)-D\nabla ^{2}\Phi (\mathbf {r} ,t)+\mu _{a}\Phi (\mathbf {r} ,t)=q(\mathbf {r} ,t)}
dove {\displaystyle D={\frac {1}{3\mu _{s}'}}} è il coefficiente di diffusione.
Vale la pena osservare che nel contesto dell'approssimazione di diffusione, la tendenza del mezzo materiale di diffondere più o meno la luce, codificata da {\displaystyle \mu _{s}}, e il valore medio dell'angolo al quale la luce è deviata a seguito di un evento diffusivo, codificato da {\displaystyle g}, compaiono inseparabilmente all'interno dell'equazione come {\displaystyle \mu _{s}'=\mu _{s}(1-g)}: ciò implica che a parità di indice di rifrazione, due mezzi materiali caratterizzati da differenti combinazioni di {\displaystyle \mu _{s}} e {\displaystyle g} che restituiscono il medesimo {\displaystyle \mu _{s}'} si comportano identicamente secondo la DE, mentre lo stesso non sarebbe vero nei termini della più rigorosa RTE.
Tipicamente, l'equazione della diffusione, congiuntamente ad una data condizione al bordo (discussa poco sotto), viene risolta nel caso semplice di sorgente deltiforme nello spazio e nel tempo. In seguito, attraverso l'applicazione del metodo di Green, è possibile risalire ad una soluzione di fluenza per una generica sorgente, arbitrariamente complessa.

#### Condizioni al bordo
Nota la struttura dell'equazione di diffusione, è necessario provvedere alla sua chiusura specificando opportune condizioni al bordo, che rispecchino in modo più o meno accurato il mezzo materiale reale. Questo consiste non solo nello specificare la geometria (ossia la forma fisica) del mezzo diffondente, ma anche stabilire a priori quale sia l'andamento della fluenza all'approcciarsi della frontiera {\displaystyle \Sigma } che separa il mezzo materiale dall'esterno, tipicamente supposto non diffondente (ad esempio, aria).
Per quanto concerne la prima problematica, limitandosi a materiali con parametri ottici spazialmente omogenei, sono disponibili funzioni analitiche di Green della fluenza per geometrie relativamente semplici, con le quali si può pensare di approssimare la reale forma del campione sotto indagine. Tra queste si annoverano il mezzo semi-infinito, la lastra infinitamente estesa (slab), il parallelepipedo (brick), la sfera e il cilindro.
Circa l'andamento funzionale della fluenza lungo {\displaystyle \Sigma }, invece, esistono diversi approcci, più o meno rigorosi e più o meno onerosi in termini di facilità di implementazione.
Nella pratica, si preferisce adottare un compromesso accettabile tra accuratezza e complessità della soluzione, sotto forma della EBC (Extrapolated Boundary Condition). Tale condizione al bordo propone di legare attraverso la legge di Fick il flusso e la fluenza lungo {\displaystyle \Sigma }: 
{\displaystyle \left[\Phi (\mathbf {r} ,t)+2AD{\frac {\partial }{\partial \mathbf {q} }}\Phi (\mathbf {r} ,t)\cdot \mathbf {q} \right]_{\Sigma }=0}
(con {\displaystyle \mathbf {q} } normale uscente a {\displaystyle \Sigma }) e di assumere che all'esterno del mezzo materiale, la fluenza decada linearmente sino a raggiungere il valore nullo in corrispondenza di una distanza {\displaystyle z_{e}=2AD} dall'interfaccia, con {\displaystyle A} parametro dipendente dal rapporto tra indice di rifrazione del mezzo e dell'esterno.

## Disaccoppiamento dei coefficienti di assorbimento e scattering
Al fine di chiarire la possibilità di separare i contributi di assorbimento e scattering mediante una sola misura risolta nel tempo, può essere presa in considerazione la funzione di Green dell'equazione della diffusione per la geometria semi-infinita. In tale configurazione, il semispazio {\displaystyle z>0} è occupato dal mezzo diffondente avente indice di rifrazione {\displaystyle n} e parametri ottici {\displaystyle \mu _{a}}, {\displaystyle \mu _{s}'}, mentre l'altro coincide con l'esterno (per semplicità, aria). La sorgente è assunta isotropa e collocata ad una profondità {\displaystyle z_{a}=1/\mu _{s}'} all'interno del mezzo diffondente, mentre la raccolta è posizionata sull'interfaccia dei semispazi, ad una distanza {\displaystyle \rho } sul piano {\displaystyle xy} dal punto di iniezione: siffatta configurazione è definita di riflettanza.
Introducendo la riflettanza {\displaystyle R(\rho ,t)}, una quantità di interesse sperimentale, definita come la potenza per unità di superficie all'interfaccia, ad una distanza {\displaystyle {\ce {\rho}}} dal punto di iniezione, si ha, nel caso descritto poco sopra:
{\displaystyle \Phi (\mathbf {r} ,t)={\frac {v}{(4\pi Dvt)^{3/2}}}\exp {\left(-{\frac {r^{2}}{4Dvt}}-\mu _{a}vt\right)}}
{\displaystyle R(\rho ,t)={\frac {1}{2}}(4\pi Dv)^{-3/2}t^{-5/2}\exp {\left(-{\frac {\rho ^{2}}{4Dvt}}-\mu _{a}vt\right)}\left[z_{a}exp{\left(-{\frac {z_{a}^{2}}{4Dvt}}\right)}+z_{b}exp{\left(-{\frac {z_{b}^{2}}{4Dvt}}\right)}\right]}
con {\displaystyle z_{b}=2z_{e}+z_{a}}.

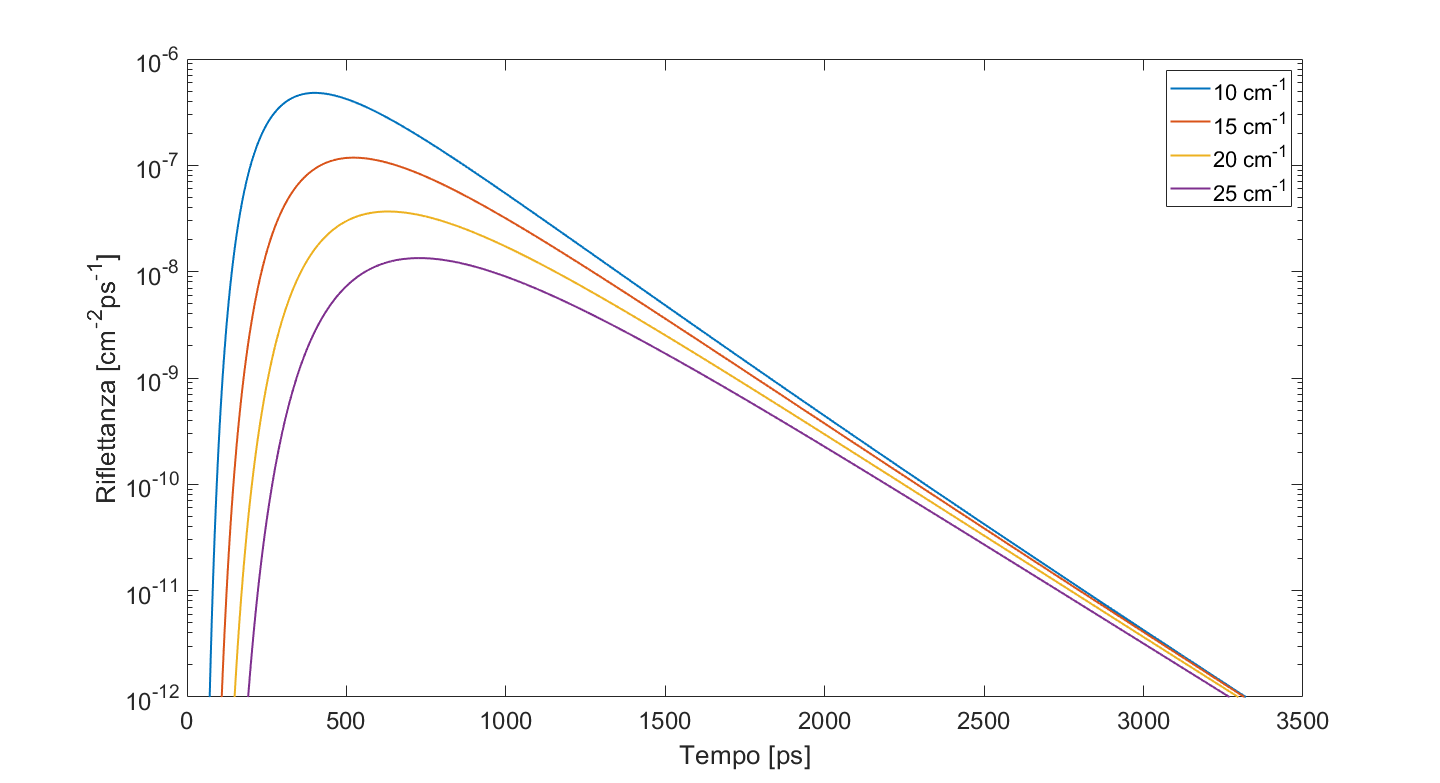
Profili di riflettanza in un mezzo diffusivo semi-infinito. Il coefficiente di assorbimento è mantenuto fisso a 0.1 cm^{-1}, mentre viene fatto variare il coefficiente di scattering ridotto

L'andamento asintotico della coda del profilo temporale di riflettanza, che rappresenta la porzione dei fotoni che hanno trascorso più tempo all'interno del mezzo, è dipendente dal coefficiente di assorbimento:
{\displaystyle \ln(R(\rho ,t)){\stackrel {t\rightarrow \infty }{\sim }}-\mu _{a}vt}

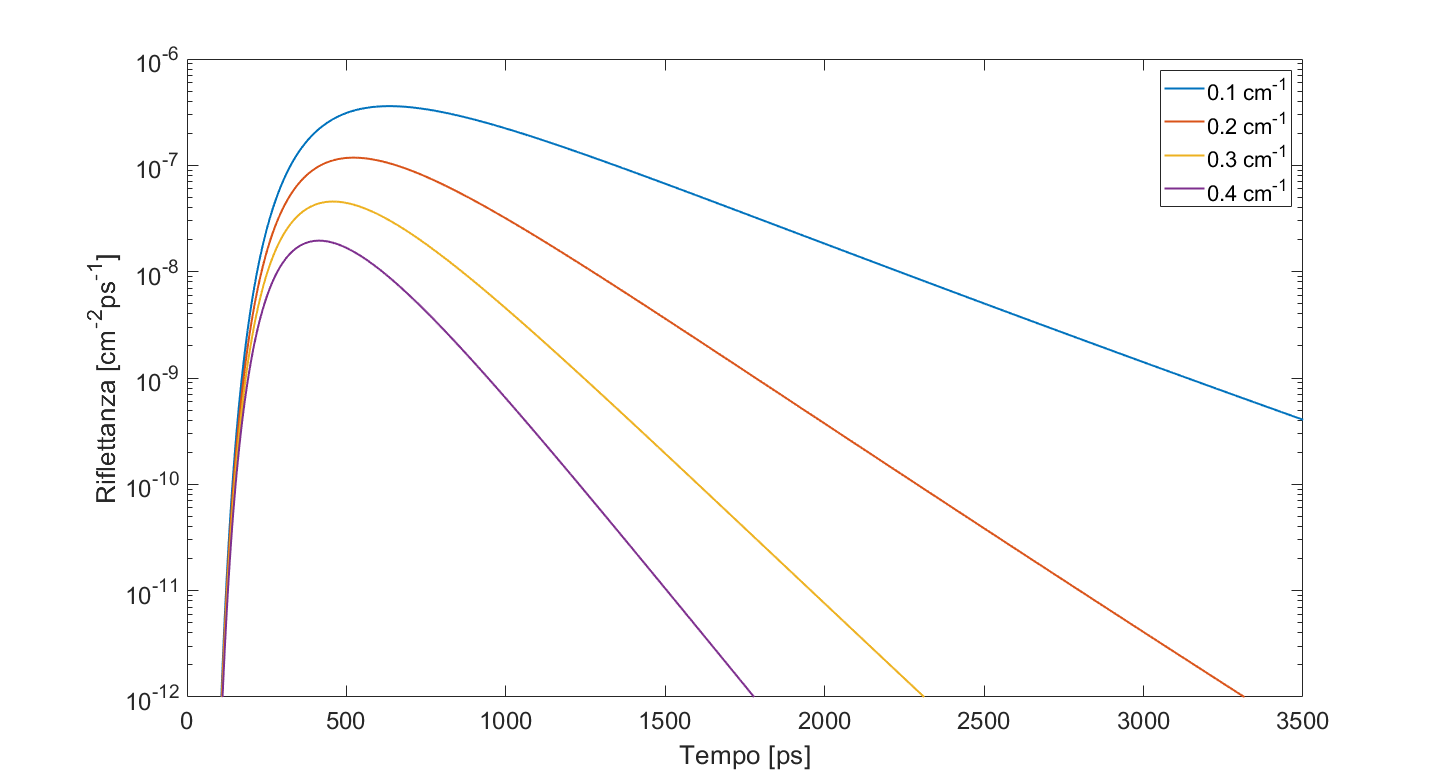
Profili di riflettanza in un mezzo diffusivo semi-infinito. Il coefficiente di scattering ridotto è mantenuto fisso a 10 cm^{-1}, mentre viene fatto variare il coefficiente di assorbimento

Ciò implica che per bassi valori del coefficiente di assorbimento, è più facile che i fotoni trascorrano tempi lunghi nel mezzo senza essere assorbiti, per essere poi visti dal rivelatore, determinando una pendenza lieve della coda. Viceversa, per valori grandi del coefficiente di assorbimento, la coda del profilo di riflettanza diventa ripida: infatti, tanto più è il tempo trascorso nel mezzo, quanto più è elevata la probabilità che un fotone sia coinvolto in un evento di assorbimento, che gli impedisce definitivamente di raggiungere il rivelatore, scoraggiando l'esistenza di fotoni "tardivi", cioè dall'elevata lunghezza di cammino.
Invece, la posizione del picco e la larghezza della curva sono fortemente controllati dal coefficiente di scattering ridotto, coerentemente con la giustificazione fenomenologica dell'allargamento temporale dell'impulso in ingresso: al crescere di {\displaystyle \mu _{s}'}, il picco trasla verso tempi lunghi e la FWHM della curva aumenta.
Dunque, a partire da una distribuzione dei tempi di volo, DTOF, sperimentale, è possibile risalire ai contributi distinti di assorbimento e diffusione del mezzo, differentemente dalla controparte ad onda continua (CW) della tecnica, che si limita a quantificare l'estinzione complessiva, descritta come densità ottica (OD) del mezzo. Conseguenza immediata di questo aspetto è la possibilità di operare stime dei valori assoluti delle concentrazioni di cromofori e particelle diffondenti, piuttosto che limitarsi a estrarre le sole variazioni di tali quantità rispetto al riferimento: facendo riferimento ancora una volta al contesto clinico, la conoscenza della concentrazione assoluta delle emoglobine rappresenta sicuramente un'informazione più completa rispetto alla sola variazione percentuale della saturazione.

## Apparato sperimentale
Tenuto conto della grande varietà di ambiti ai quali la tecnica TD-NIRS si presta, l'apparato sperimentale si deve adattare alle singole istanze, soddisfacendo non solo vincoli progettuali tecnici, quali, ad esempio, l'ottenimento di un rapporto segnale-rumore sufficientemente alto, specialmente per i campioni più estinguenti, l'iniezione e la raccolta di impulsi ottici in molteplici posizioni del campione (sistemi multicanale), ma anche vincoli di tipo strettamente pratico ed ergonomico; infatti, si manifesta talvolta la necessità di produrre uno strumento compatto o portatile, ergonomico o in grado di operare su superfici di misura dalla geometria o conformazione non favorevoli.
Parte della complessità dell'operare nell'ambito della spettroscopia nel vicino infrarosso risolta nel tempo risiede proprio nell'individuazione di accorgimenti tecnici volti ad ottimizzare le prestazioni e la praticità d'uso dell'apparato sperimentale. 
Nel corso degli anni, dunque, sono stati concepiti protocolli di diversa natura, con lo scopo di valutare quantitativamente e in maniera univoca le prestazioni di dispositivi basati sulla spettroscopia NIR, nel dominio del tempo e non, introducendo criteri generali e non dipendenti dalla specifica applicazione per cui uno strumento è stato concepito. Quest'ultimo aspetto è di particolare rilevanza, dal momento che la loro applicazione consente di confrontare tra loro non solo le successive iterazioni di un dato dispositivo, al quale possono essere apportati miglioramenti, ma anche apparati concepiti e sviluppati in luoghi, momenti e contesti d'uso differenti. In tal senso, questi protocolli considerano lo strumento preso in esame, assieme alla sua controparte software necessaria all'analisi dei dati grezzi acquisiti, come una scatola nera, basando la valutazione sui soli parametri in uscita dall'intero processo di misura e susseguente analisi.
A tale proposito, vale la pena menzionare il protocollo MEDPHOT, che si prefigge di valutare le capacità di uno strumento TD-NIRS di recuperare le proprietà ottiche di assorbimento di una serie di campioni di prova ben noti e caratterizzati nei termini di accuratezza, linearità, rumore, stabilità e riproducibilità.
Altri protocolli sono invece più specifici, e si pongono come obiettivo quello di valutare le prestazioni di particolari archetipi di dispositivi, come ad esempio quelli adibiti all'imaging ottico del cervello.
In ogni caso, il più semplice sistema per TD-NIRS è costituito da una sorgente laser impulsata nel visibile o vicino infrarosso, con cui illuminare il campione sotto indagine, un rivelatore, necessario per "vedere" il segnale ottico in uscita dal campione e una scheda elettronica di conteggio, da sfruttare in combinazione con il rivelatore. Di seguito vengono presentate e brevemente discusse alcune delle differenti tipologie dei suddetti componenti.

### Sorgente
Le sorgenti comunemente utilizzate sono laser impulsati a picosecondi, nello spettro del vicino infrarosso o del visibile. La scelta delle lunghezze d'onda di operazione è completamente dipendente dal tipo di applicazione, in particolare dai cromofori che si desidera quantificare, contenuti all'interno del campione .
Sotto questo aspetto, una scelta versatile risiede nei laser a supercontinuo in fibra ottica che, sfruttando effetti non-lineari all'interno della stessa, sono in grado di produrre impulsi di luce ad ampio intervallo spettrale, tipicamente compreso tra 400 e 2200 nm e con una densità spettrale di potenza fino a 3 mW/nm, in media. Sebbene la seconda metà della banda spettrale sia di difficile sfruttamento nell'ambito della TD-NIRS, in quanto coincide con quella regione spettrale in cui l'acqua eventualmente presente in un campione risulta estremamente assorbente, la prima metà ben si adatta alla totalità delle esigenze della tecnica. Ovviamente, un sistema di selezione della lunghezza d'onda all'uscita di laser di questo tipo, tipicamente operabile mediante filtri interferenziali o modulatori acusto-ottici, si rende necessario per iniettare nel campione una lunghezza d'onda per volta.

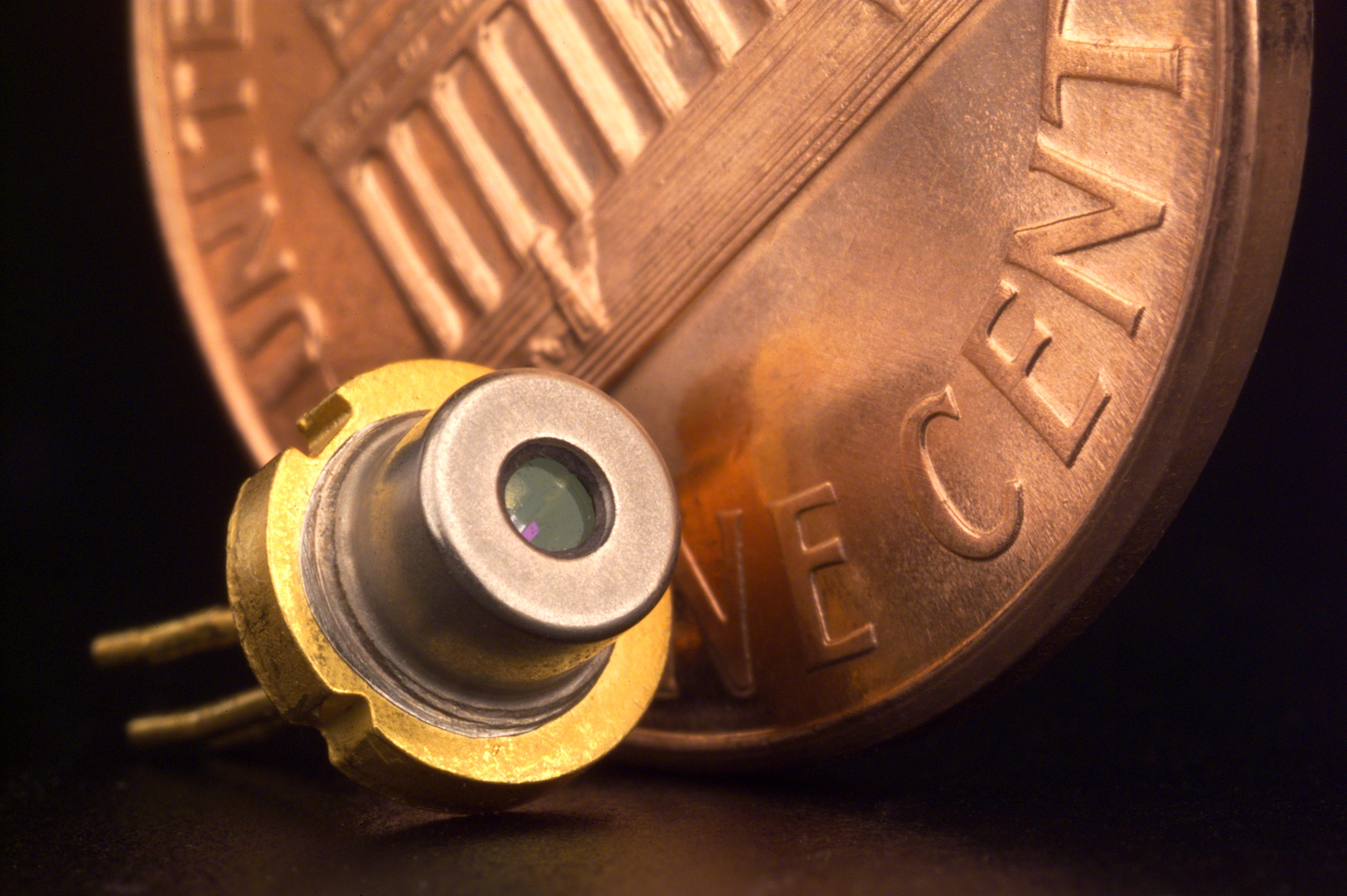
Laser a diodo

Un'alternativa più economica è costituita da laser a diodi, in grado di generare impulsi dalla larghezza di banda sufficientemente stretta (FWHM < 10 nm) attorno ad una singola lunghezza d'onda e da una potenza media anche nell'ordine delle decine di mW. Sono inoltre di dimensioni contenute e si prestano pertanto ad essere inseriti in strumenti TD-NIRS miniaturizzati. Tuttavia, qualora vi sia la necessità di disporre di un numero elevato di lunghezze d'onda con cui sondare il campione, risulta sicuramente poco pratica la gestione di un gran numero di moduli laser a diodo, ciascuno operante ad una singola lunghezza d'onda.
Una soluzione poco diffusa sono i laser a stato solido (ad esempio Ti:Zaffiro), che permettono di ottenere valori di potenza media elevati, attorno a 1 W, durata degli impulsi inferiore al picosecondo, alte frequenze di ripetizione (repetition rate) dell'impulso (< 100 MHz) e lunghezza d'onda regolabile al di sopra dei 400 nm. Tra i fattori limitanti di questa tecnologia, si tratta di dispositivi ingombranti e che richiedono tempo per passare da una lunghezza d'onda all'altra.
Occorre infine ricordare che lavorare con una frequenza di ripetizione dell'impulso nell'ordine delle decine di MHz è necessario per mantenere contenuto il tempo di acquisizione di una misura, qualora si sfrutti, come avviene tipicamente, una tecnica di acquisizione a singolo fotone (TCSPC), che si limita a considerare il primo fotone in arrivo al detector per ciascuno degli impulsi in uscita dal mezzo.

### Rivelatore
I rivelatori (detector) utilizzati per TD-NIRS devono essere sensibili al singolo fotone, cioè in grado di segnalare la presenza di un segnale ottico che li investe, anche qualora questo sia costituito da un unico fotone. Altri requisiti necessari sono l'alta efficienza quantica in corrispondenza delle lunghezze d'onda della sorgente, un'alta risoluzione temporale, e un'area attiva di dimensioni estese. Quest'ultimo aspetto è particolarmente importante per massimizzare la porzione di segnale ottico che raggiunge il detector, scatenando con successo un evento di rivelazione: infatti, sebbene sia possibile utilizzare un sistema ottico per focalizzare la luce in uscita dal campione in una regione di dimensione piuttosto contenuta, è pur vero che tale procedura introduce delle perdite, tanto più significative quanto più le dimensioni dell'area attiva si avvicinano al limite di diffrazione.

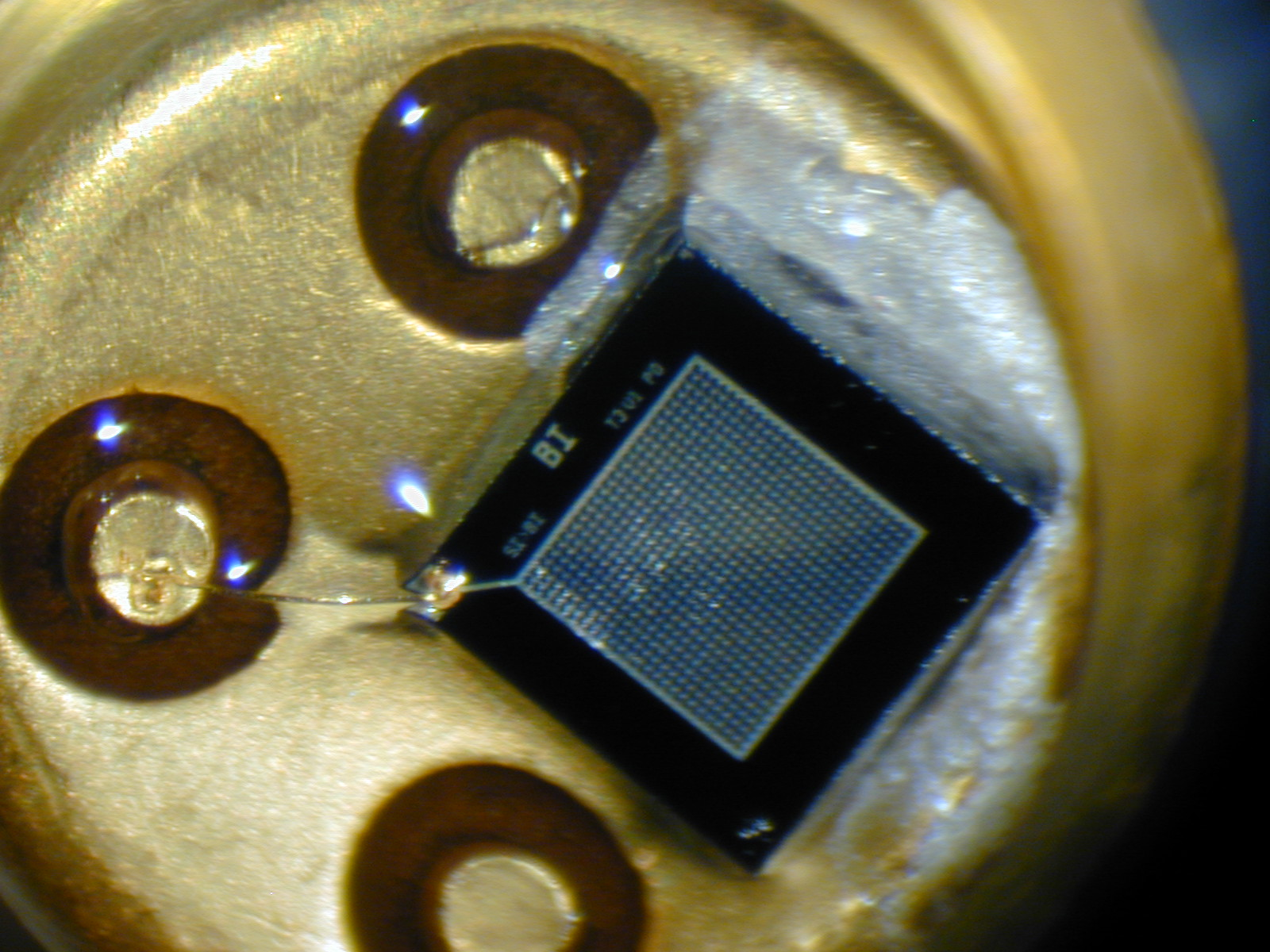
SiPM

Tradizionalmente, vengono impiegati tubi fotomoltiplicatori (PMT), caratterizzati da un'efficienza quantica relativamente bassa (< 0.35) ma con dimensioni dell'area attiva dell'ordine dei millimetri o, talvolta, qualche decina di millimetro e una risoluzione temporale accettabile (transit time spread, TTS < 160 ps).
I progressi nell'ambito della tecnologia a semiconduttore ha reso dispositivi come i diodi fotorivelatori a singolo fotone (SPAD) e la loro controparte in cui più SPAD vengono aggregati in una struttura matriciale, i fotomoltiplicatori al silicio (SiPM), una valida alternativa ai tubi fotomoltiplicatori tradizionali. L'area attiva di questi dispositivi non supera i 100 µm di diametro nel caso degli SPAD e qualche millimetro per i SiPM, tuttavia sono caratterizzati da un'elevata efficienza quantica nel visibile e vicino infrarosso (< 70%) e da una risposta temporale rapida.
Recentemente, sono anche emersi dispositivi ibridi che combinano i vantaggi offerti dai PMT tradizionali in termini di area attiva larga e basso rumore di fondo con un'efficienza quantica più elevata, che si avvicina a quella di rivelatori a semiconduttore e afterpulse pressoché trascurabile. 

Costruzione di un istogramma dei tempi di arrivo dei fotoni mediante TCSPC

Infine, vale la pena menzionare la streak camera, dispositivo che consente di acquisire in una sola volta l'intero profilo temporale dell'impulso, con una risoluzione temporale dell'ordine di 1-10 ps. La sua complessità d'uso e costo elevato ne hanno tuttavia impedito la diffusione nell'ambito della TD-NIRS, se non per un numero limitato di studi su piccoli animali.

### Elettronica di acquisizione
A meno di ricorrere a rivelatori come la streak camera, è necessario accoppiare ad un rivelatore una scheda di acquisizione TCSPC, che si occupa di contare e tenere traccia del tempo di arrivo dei singoli fotoni sul detector. Infatti, inviando impulsi nel campione e ponendosi in un regime di singolo fotone attenuando opportunamente il segnale in ingresso, affinché all'uscita il segnale si costituisca da al più un fotone o, per la maggior parte degli impulsi in ingresso inviati, da nessun fotone, si dimostra che è possibile ricostruire il profilo temporale della luce in uscita dal mezzo materiale. In tal senso, è proprio una scheda elettronica che si occupa di registrare la DTOF, tenendo traccia di ciascun fotone e "incasellandoli"  in un istogramma in base al loro tempo d'arrivo. La risoluzione temporale di una comune scheda di acquisizione TCSPC, intesa come la larghezza temporale di ciascun canale dell'istogramma, è dell'ordine di qualche picosecondo. 

## Vantaggi e svantaggi
Tra i vantaggi della spettroscopia nel vicino infrarosso risolta nel tempo, si annoverano:
- versatilità, derivante dal modo analogo con cui una grande varietà di campioni, biologici e non, interagisce con la luce visibile e infrarossa;
- non distruttività: le potenze ottiche iniettate nei campioni non eccedono pochi mW. Esistono inoltre opportune regolamentazioni che stabiliscono tali limiti per campioni biologici, specialmente in-vivo.[33]
- rapidità e facilità della misura: generalmente, le misure TD-NIRS richiedono tempi di acquisizione nell'ordine dei secondi (o di minuti, nel caso di applicazioni tomografiche) e risulta pratico iniettare e collezionare il segnale ottico dal campione mediante l'utilizzo di fibre ottiche poste a contatto con la sua superficie.[6]
- disaccoppiamento dei coefficienti di assorbimento e scattering: diversamente dalla spettroscopia nel vicino infrarosso ad onda continua (CW) o risolta in frequenza (FD), la TD-NIRS consente di separare i contributi assorbente e diffondente di un campione in modo diretto e immediato, senza richiedere misure in ulteriori configurazioni sperimentali (ad es. a diverse distanze sorgente-rivelatore).[6]
- selettività di profondità: il tempo di arrivo dei fotoni nella DTOF codifica la loro profondità di penetrazione nel campione, ovvero, i fotoni che arrivano prima al rivelatore sono quelli che hanno esplorato le regioni superficiali del materiale; per contro, gli ultimi fotoni ad essere rilevati trasportano informazioni sulle regioni più profonde, nell'ordine di qualche cm. Tale aspetto si rivela cruciale quando il mezzo su cui indagare è caratterizzato da strati che presentano caratteristiche ottiche e morfologiche diverse o addirittura inclusioni al suo interno (ad esempio, tumori).[34]

Per contro, sussiste una complessità pratica insita nella strumentazione da impiegare, specie con riferimento alla necessità di elettronica veloce per l'acquisizione del segnale; dipendentemente dal tipo di apparato sperimentale, è possibile che si raggiungano dimensioni ingombranti (si pensi a strumentazione montata su rack), ma è pur vero che i recenti progressi nella tecnologia di laser e rivelatori, sempre più efficienti e compatti, stanno conducendo ad una progressiva miniaturizzazione dei dispositivi, tale da renderli effettivamente portatili. Un ulteriore svantaggio risiede nei costi elevati delle apparecchiature, a loro volta discendenti dalla loro già citata complessità e bisogno di raggiungere un elevato grado di risoluzione temporale e accuratezza.

## Applicazioni
Senza pretesa di completezza, vengono presentate di seguito alcune delle possibili applicazioni della tecnica.Indipendentemente dall'ambito di applicazione, occorre tenere a mente il legame tra i parametri ottici e le concentrazioni di cromofori e particelle diffondenti, a partire dalle quali è possibile estrarre le informazioni effettivamente rilevanti al contesto di lavoro.
Nella fattispecie, per quanto riguarda le concentrazioni {\displaystyle c_{i}} di ciascun cromoforo contenuto nel mezzo materiale, il legame con {\displaystyle \mu _{a}(\lambda )} alla data lunghezza d'onda {\displaystyle \lambda } è esplicitato dalla Legge di Beer, attraverso i rispettivi coefficienti di estinzione molare {\displaystyle \varepsilon _{i}}:
{\displaystyle \mu _{a}(\lambda )=\sum _{i}c_{i}\varepsilon _{i}(\lambda )}

### Ossimetria
In ambito clinico, è possibile stimare la concentrazione di emoglobina ossigenata (di seguito {\displaystyle [O_{2}Hb]}) e di emoglobina deossigenata (di seguito {\displaystyle [HHb]}), con lo scopo di risalire alla saturazione {\displaystyle SO_{2}} del tessuto, ossia l'informazione rilevante dal punto di vista medico:
{\displaystyle SO_{2}={\frac {[O_{2}HB]}{[O_{2}HB]+[HHb]}}}

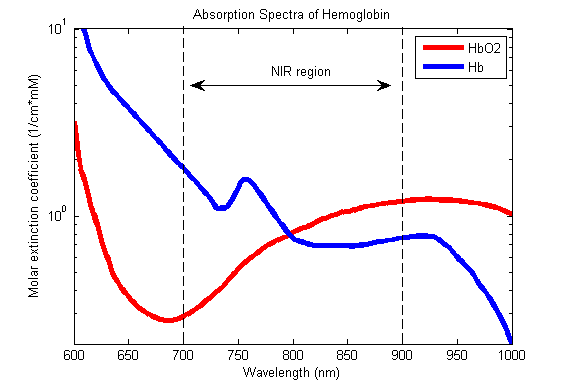
Andamento spettrale del coefficiente di estinzione molare di emoglobina ossigenata e deossigenata

Al fine di risalire alla concentrazione delle emoglobine, le misure vengono condotte nella cosiddetta "finestra ottica" compresa tra i 600 e 1000 nm. La luce di queste lunghezze d'onda è in grado di penetrare in profondità nel tessuto, fino a qualche centimetro, e i picchi di assorbimento dell'acqua nella suddetta regione non sono così predominanti da coprire le linee di assorbimento di tutti gli altri cromofori biologici di interesse, tra cui appunto le emoglobine.
Poiché le concentrazioni delle due tipologie di emoglobina devono essere disaccoppiate, è necessario effettuare misure a due diverse lunghezze d'onda,  scelte per massimizzare la differenza tra i coefficienti di estinzione molare delle emoglobine. In genere si sceglie {\displaystyle \lambda _{1}=690\,nm} e {\displaystyle \lambda _{2}=830\,nm}, cioè una lunghezza d'onda a sinistra e una a destra del punto isosbestico ({\displaystyle \lambda _{iso}=805\,nm}), dove i due coefficienti di estinzione sono uguali. Ora, assumendo che l'emoglobina sia l'unico costituente che assorbe a quelle lunghezze d'onda, con riferimento alla Legge di Beer, si ottiene un sistema 2 × 2, la cui soluzione in termini di concentrazioni è:
{\displaystyle [O_{2}Hb]={\frac {\varepsilon _{HHb}(\lambda _{2})\cdot \mu _{a}(\lambda _{1})-\varepsilon _{HHb}(\lambda _{1})\cdot \mu _{a}(\lambda _{2})}{\varepsilon _{O_{2}Hb}(\lambda _{1})\cdot \varepsilon _{HHb}(\lambda _{2})-\varepsilon _{O_{2}Hb}(\lambda _{2})\cdot \varepsilon _{HHb}(\lambda _{1})}}}
{\displaystyle [HHb]={\frac {\varepsilon _{O_{2}Hb}(\lambda _{1})\cdot \mu _{a}(\lambda _{2})-\varepsilon _{O_{2}Hb}(\lambda _{2})\cdot \mu _{a}(\lambda _{1})}{\varepsilon _{O_{2}Hb}(\lambda _{1})\cdot \varepsilon _{HHb}(\lambda _{2})-\varepsilon _{O_{2}Hb}(\lambda _{2})\cdot \varepsilon _{HHb}(\lambda _{1})}}}

### Mammografia ottica
Sfruttando le proprietà assorbenti nel vicino infrarosso di diversi costituenti del tessuto umano, quali collagene, acqua, emoglobina e lipidi, è possibile produrre immagini, sotto forma di mappe di concentrazioni di tali costituenti, del seno con lo scopo di verificare la presenza di inclusioni tumorali.
Grazie agli impulsi, in alcuni casi inferiori a 10 femtosecondi (un milionesimo di miliardesimo di secondo), è possibile misurare con precisione la composizione molecolare di sistemi biologici. Ciò permette, ad esempio, di identificare proteine e lipidi collegati a malattie, migliorando la diagnosi precoce del cancro, discriminando un tessuto sano da uno malato con maggiore anticipo rispetto ad altre tecniche. La radiazione quantistica può aumentare la sensibilità della spettroscopia risolta nel tempo.

### Valutazione del grado di maturazione di prodotti ortofrutticoli
La valutazione del grado di maturazione di frutta e ortaggi viene operata individuando un cromoforo in essi contenuto, che sia anche coinvolto nel processo di maturazione. Tipicamente, a seconda del campione biologico sotto indagine si fa riferimento alla clorofilla, caratterizzata da un picco di assorbimento alla lunghezza d'onda di 671 nm o ai carotenoidi, che assorbono significativamente nell'intorno dei 540 nm.
Infatti, durante il processo di maturazione, la concentrazione di tali sostanze diminuisce progressivamente, sia nella polpa che nella buccia, contribuendo, in quest'ultimo caso, al tipico viraggio cromatico che si accompagna alla maturazione. Guardando al solo coefficiente di assorbimento alle opportune lunghezze d'onda, è pertanto possibile risalire, in modo analogo a quanto descritto per l'emoglobina, alle concentrazioni dei suddetti cromofori, e dunque formulare una stima del grado di maturazione.